# Bad boy (estereotipo)

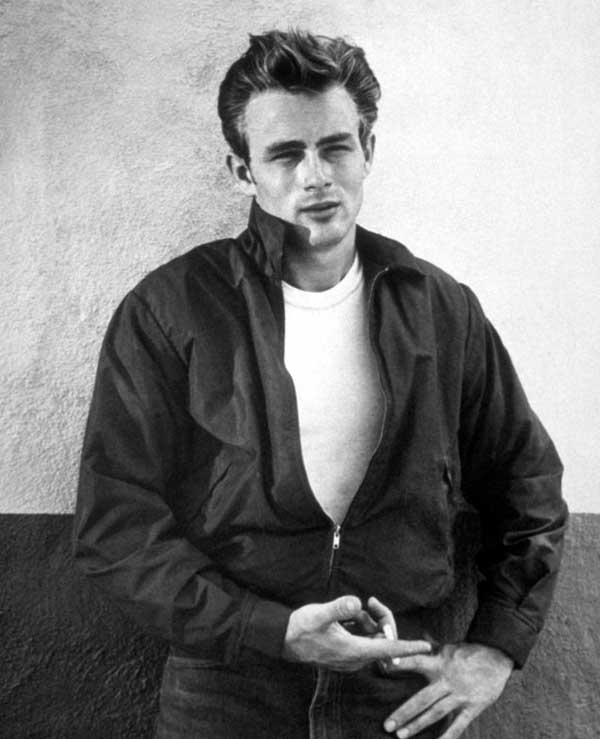
El personaje de Jim Stark de Rebelde sin causa, interpretado por James Dean, es considerado como un íconico bad boy.

Un bad boy (chico malo en español) es un arquetipo cultural que se define de diversas formas y, a menudo, se usa como sinónimo del otros términos históricos como libertino o canalla: un hombre rebelde y temerario que desafía las normas sociales.

## Definiciones
El estereotipo del "bad boy" fue descrito por Kristina Grish en su libro Addickted como "el pícaro irresistible que tiene la capacidad vertiginosa de volver locas a las mujeres" con una " actitud de laissez-faire sobre la vida y el amor".
Un artículo de The Independent comparó el término con varones que tenían una combinación particular de rasgos de personalidad, a veces denominados una "tríada oscura" de rasgos maquiavélicos, e informó que un estudio encontró que era probable que este subgrupo de varones tuvieran una mayor número de aventuras sexuales.